# Tebang
Tebang is een bestuurslaag in het regentschap Kepulauan Anambas van de provincie Riau-archipel, Indonesië. Tebang telt 1171 inwoners (volkstelling 2010).